# Vrydagzynea grayi
Vrydagzynea grayi är en orkidéart som beskrevs av David Lloyd Jones och Mark Alwin Clements. Vrydagzynea grayi ingår i släktet Vrydagzynea och familjen orkidéer.
Artens utbredningsområde är Queensland. Inga underarter finns listade i Catalogue of Life.